# ペル・ウブ
ペル・ウブ（Pere Ubu）は、オハイオ州クリーヴランドで1975年に結成されたアメリカ合衆国のポストパンク・バンド。

## 概要
自らの音楽をインダストリアル・フォークと称し、様々な音楽性を内包するその音楽は、当時の音楽シーンで異彩を放った。バンド名はアルフレッド・ジャリの戯曲「ユビュ王」に由来する。過去何度ものメンバーの入れ替えを行っており、結成当初からのメンバーはボーカルのデヴィッド・トーマスただ一人である。
1999年に初来日公演を行っている。

## メンバー
- デヴィッド・トーマス (David Thomas) - ボーカル
- トム・ハーマン (Tom Herman) - ギター
- スコット・クラウス (Scott Krauss) - ドラムス
- トニー・マイモーン (Tony Maimone) - ベース
- アレン・ラヴィンスティン (Allen Ravenstine) - キーボード

## ディスコグラフィ

### スタジオ・アルバム
- 『ザ・モダン・ダンス』 - The Modern Dance (1978年)
- 『ダブ・ハウジング』 - Dub Housing (1978年)
- 『ニュー・ピクニック・タイム』 - New Picnic Time (1979年)
- 『ジ・アート・オブ・ウォーキング』 - The Art of Walking (1980年)
- 『ソング・オブ・ザ・ベイリング・マン』 - Song of the Bailing Man (1982年)
- The Tenement Year (1988年)
- 『クラウドランド』 - Cloudland (1989年)
- 『ワールド・イン・コリジョン』 - Worlds in Collision (1991年)
- Story of My Life (1993年)
- 『レイ・ガン・スーツケース』 - Ray Gun Suitcase (1995年)
- 『ペンシルヴェニア』 - Pennsylvania (1998年)
- 『セント・アーカンソー』 - St. Arkansas (2002年)
- Why I Hate Women (2006年)
- 『レディ・フロム・シャンハイ』 - Lady from Shanghai (2013年)
- Carnival of Souls (2014年)
- 20 Years in a Montana Missile Silo (2017年)[2]
- 『ロング・グッバイ』 - The Long Goodbye (2019年)[3]

### コラボレーション・アルバム
- Long Live Père Ubu! (2009年) ※with Sarah Jane Morris

### ライブ・アルバム
- 『ペル・ウブ・ライヴ』 - 390° of Simulated Stereo (1981年)
- One Man Drives While the Other Man Screams (1989年)
- 『アポカリプス・ナウ』 - Apocalypse Now (1999年)
- The Shape of Things (2000年)
- London Texas (2009年)

### コンピレーション・アルバム
- 『ターミナル・タワー』 - Terminal Tower (1985年) ※シングル&B面コレクション
- Folly of Youth (1996年) ※エンハンストEP
- B Each B Oys See Dee Plus (1996年) ※エンハンストEP
- Datapanik in Year Zero (1996年) ※ボックスセット

### シングル & EP
- "30 Seconds Over Tokyo" b/w "Heart of Darkness" (1975年)
- "Final Solution" b/w "Cloud 149" (1976年)
- "Street Waves" b/w "My Dark Ages (I Don't Get Around)" (1976年)
- "The Modern Dance" b/w "Heaven" (1977年)  This single version of "The Modern Dance" is not the same mix as the subsequent album and all reissues of the track (with the railroad spike). This makes this single (with the doll squeak) the only place to find the original mix
- "The Fabulous Sequel (Have Shoes Will Walk)" b/w "Humor Me" and "The Book Is On The Table" (1979年)
- "Datapanik In The Year Zero-A" (Side A: "Final Solution"  – Side B: "My Dark Ages (I Don't Get Around)") (1980年)
- "Not Happy" (1981年 – Side A: "Not Happy"  – Side B: "Lonesome Cowboy Dave")
- "We Have The Technology" (1988年)
- "Breath" (1989年)
- "Love Love Love" (1989年)
- "Waiting For Mary (What Are We Doing Here)" (1989年)
- "I Hear They Smoke The Barbecue" (1990年)
- "Oh Catherine" (1991年)
- "Folly Of Youth See Dee +" (1995年)
- "Beach Boys See Dee +" (1996年)
- "Slow Walking Daddy" (2002年)
- "The Geography Of Sound In The Magnetic Age" (2003年)